# Снопове
Сно́пове — село в Україні, у Мачухівській сільській громаді Полтавського району Полтавської області. Населення становить 80 осіб. До 2017 орган місцевого самоврядування — Мачухівська сільська рада.

## Географія
Село Снопове знаходиться на відстані 1 км від села Судіївка. По селу протікає пересихаючий струмок із загатою. Поруч проходить автомобільна дорога М22 (E584).

## Населення

### Мова
Розподіл населення за рідною мовою за даними перепису 2001 року:
| Мова       | Кількість | Відсоток |
| ---------- | --------- | -------- |
| українська | 79        | 98.75%   |
| російська  | 1         | 1.25%    |
| Усього     | 80        | 100%     |

## Історія
12 червня 2020 року, відповідно до розпорядження Кабінету Міністрів України № 721-р «Про визначення адміністративних центрів та затвердження територій територіальних громад Полтавської області», село увійшло до складу Мачухівської сільської громади.
19 липня 2020 року, в результаті адміністративно - територіальної реформи та ліквідації Полтавського району(1925—2020), село увійшло до складу новоутвореного Полтавського району.